# Цао Сун
Цао Сун (кит. трад. 曹嵩, ? — 193), взрослое имя Цзюйгао (кит. трад. 巨高) — ханьский государственный деятель, отец Цао Цао.

## Биография
Цао Сун родился в уезде Цяо удела Пэй (область, номинально принадлежащая одной из младших ветвей императорского дома). Он происходил из рода Сяхоу, но сменил фамилию на Цао, когда был усыновлён дворцовым евнухом Цао Тэном. Цао Тэн был младшим сыном крестьянина из Цяо, которого отец в детском возрасте отдал в евнухи. Цао Тэн сделал успешную карьеру в императорском дворце и стал очень богат. Представители рода Сяхоу же не занимали заметных государственных должностей уже несколько поколений, и богатство Цао Тэна пришлось весьма кстати для продвижения карьеры Суна. Цао Сун был женат на госпоже Дин, и в 155 году у них родился первый сын — Цао Цао. Дин также были знатным родом из Пэй, и Дин Гун достиг высоких должностей при дворе в одно время с Цао Суном . Около 160 года Цао Тэн умер и Цао Сун унаследовал его владение.
Цао Сун занимал посты инспектора столичного округа (кит. 司隸校尉), министра земледелия (кит. 大司農), распорядителя приёмов (кит. 大鴻臚). В 187 году Цао Сун заплатил 100 миллионов монет, чтобы стать главным воеводой (кит. 太尉), но в следующем году покинул должность. Он укрылся от гражданской войны в Сюйчжоу. В 193 году он выехал, чтобы присоединиться к Цао Цао, везя с собой большой багаж. В пути его вместе с его сыном Дэ убили солдаты Тао Цяня — правителя Сюйчжоу. Это послужило поводом для Цао Цао, чтобы напасть на Тао Цяня.
Кроме Цао Цао у Цао Суна от госпожи Дин было ещё три младших сына: Бинь, Юй, Дэ, о которых мало известно. Бинь и Юй погибли в молодом возрасте, а Дэ погиб вместе со своим отцом. Детьми кого-то среди них были две дочери и Цао Аньминь, который погиб в 197 году, сражаясь вместе с Цао Цао против Чжан Сю.
Когда его внук Цао Пэй провозгласил себя императором Вэй, Цао Сун также был посмертно объявлен императором.